# Obeses
Obeses ist eine katalanische Pop-Rock-Band, die 2010 in der Stadt Tona in der Region Osona gegründet wurde.

## Geschichte
Die Band wurde 2010 in Tona gegründet und besteht aus Arnau Tordera I, Maiol Montané, Jaume Coll und Arnau Burdó; drei von ihnen Mitglieder der ehemaligen Band Segle XIII. Ihr erstes Konzert fand am 18. Juni 2010 in Manlleu statt, zusammen mit Anna Roig i L'ombre de ton chien und Mishima.

## Alben

### Obesisme Il·lustrat (2011)
Obesisme Il·lustrat ist das Debütalbum der katalanischen Pop-Rock-Band Obeses, das am 25. Februar 2011 veröffentlicht wurde. Die Band stellte das Album erstmals live in der Sala Pasternak in Vic vor.
Das Album enthält zehn Lieder, darunter „Pa amb tomàquet“, „El tocador de senyores“, „Els llavis xops de plors“ und „Per què hi ha Obeses?“. Es kombiniert Elemente aus Rock, Pop und klassischer Musik. Diese stilistische Vielfalt machte es der Kritik zunächst schwer, das Werk einzuordnen.
Laut der katalanischen Zeitung Nació Digital war die Kritik „verwirrt, da sie den Stil nicht definieren konnte und die Essenz nicht verstand“. Dennoch wurde das Werk von anerkannten Musikern geschätzt.
Der Albumtitel ist eine Metapher, die Kunst und Gastronomie verbindet. Sänger Arnau Tordera erklärte, dass sie sich musikalisch „überernährt“ fühlten und mit dem Album gegen die Oberflächlichkeit der zeitgenössischen Musik ankämpfen wollten. Das Ziel war es, dem „obesen“ Zustand der Kunst mit einer anderen, gehaltvolleren Perspektive entgegenzutreten.
Nach der Veröffentlichung trat die Band in mehreren Städten auf, darunter Barcelona, Madrid, Vic und Cádiz. Diese Konzerte trugen zur Festigung ihres Rufs in der katalanischen Musikszene bei.

### Zel (2013)
Am 22. Februar 2013 wurde das zweite Album im Teatre L'Atlàntida in Vic vorgestellt. Der Titel des Albums, Zel, spielt auf das katalanische Wort für „Eifersucht“ an und spiegelt die Themen des Albums wider, das sich mit Emotionen und persönlichen Beziehungen auseinandersetzt.

### Monstres i Princeses (2015)
Das Album wurde am 21. April 2015 veröffentlicht und am 21. Mai desselben Jahres mit einem Konzert zusammen mit der Banda Municipal de Barcelona unter dem Namen „Obeses 3D“ vorgestellt. Die Tour endete am 8. Oktober im Teatre Nacional de Catalunya (Barcelona) mit einer mehr als zwei Stunden langen Show.

### Verdaguer: Ombres i Maduixes (2017)
Am 16. und 17. Dezember 2016 wurde die Rock-Oper „Verdaguer: Ombres i Maduixes“ im Teatre L'Atlàntida in Vic uraufgeführt. Die Musik wurde live von den Mitgliedern von Obeses aufgeführt (mit Ausnahme von Arnau Tordera, der dort als Schauspieler agierte) und erzählte die Geschichte von Jacint Verdaguer anhand seiner Gedichte. 2017 wiederholte die Band die Aufführung im Teatre Romea vom 1. bis 6. März und trat auch am 20. Mai 2017 in Girona auf.
Das CD-Album von „Verdaguer: Ombres i Maduixes“ wurde in MusicLand (Avinyonet de Puigventós) aufgenommen und am 22. Mai veröffentlicht.

### Fills de les Estrelles (2018)
Am 13. März 2018 kündigte Obeses den Titel und das Veröffentlichungsdatum ihres fünften Albums „Fills de les Estrelles“ in ihren offiziellen sozialen Netzwerken an. Das Album wurde am 13. April 2018 veröffentlicht, jedoch begannen sie bereits am 27. März 2018, täglich alle Stücke des Albums auf ihrem YouTube-Kanal zu veröffentlichen, bis insgesamt 13 Stücke online waren.
Am 20. April 2018 stellten sie das Album in der Sala BARTS in Barcelona vor, im Rahmen des GUITAR BCN Festivals, was eine Tournee durch verschiedene katalanische Städte zur Folge hatte.

### L'Ai al Cor (2024)
Im Jahr 2022 präsentierte Obeses das Projekt „L'Ai al Cor“ und die gleichnamige Tournee, die ursprünglich neue Songs enthalten sollte, die im Laufe der Tournee veröffentlicht werden sollten. Schließlich verschob die Band die Veröffentlichung der Songs, obwohl die Tour fortgesetzt wurde.
Ende 2023 wurde das Veröffentlichungsdatum ihres sechsten Albums bekanntgegeben, das am 29. Juni 2024 in der Sala Parallel 62 in Barcelona präsentiert wird. Am 25. April 2024, sechs Jahre nach ihrer letzten Veröffentlichung, veröffentlichte die Band das Musikvideo zur neuen Single „Amor artificial“.
Am 11. Juni 2024 kündigte Obeses die Veröffentlichung der erste Teil des Albums „L'Ai al Cor“ mit dem Titel „Sístole“ auf ihren sozialen Netzwerken an. Zwischen dem 16. und 20. Juni 2024 veröffentlichte die Band die Lieder des Albums und stellte es schließlich am 21. Juni 2024 in voller Länge zur Verfügung.

## Auszeichnungen
- Enderrock-Kritikerpreis für den besten Künstler des Jahres (2015)
- Altaveu-Preis (2016)[5]
- Katalanisches Album des Jahres von Ràdio 4 (2016)[6]
- Preis der „Capital de la Sardana“ (2021): Preis für künstlerische Beiträge zusammen mit der Cobla Berga Jove für das Konzert, bei dem sowohl Cobla- als auch moderne Musik gespielt wurden

## Weitere musikalische Aktivitäten
Die Bandmitglieder waren die Autoren der Weihnachtsmelodie von TV3 im Jahr 2013 mit „Regala Petons“ und vertonten das Gedicht „El meu poble i jo“ von Salvador Espriu. Ihr Beitrag zum TV3-Marathon-Album beinhaltete ihre eigene Version des katalanischen Volksliedklassikers „Rosó (Pel teu amor)“. Von April bis Mai 2015 waren sie als Musiker (und Arnau Tordera zusätzlich als Kellner Guillaume) Teil des Ensembles, das das Stück "Frank V" von Friedrich Dürrenmatt im Teatre Lliure aufführte, das von Josep Maria Mestres inszeniert wurde.

## Diskografie
- Obesisme Il·lustrat (2011)
- Zel (2013)
- Monstres i Princeses (2015)
- Ombres i Maduixes (2017)
- Fills de les Estrelles (2018)
- L'Ai al Cor - Sístole (2024)

## Tourneen
- Monstres i Princeses (2015)
- Fills de les Estrelles (2018–2019)
- L'Ai al Cor (2022–heute)